# Jiří Zadražil
Jiří Zadražil est un joueur tchèque de volley-ball né le 12 novembre 1980 à Prague. Il mesure 1,97 m et joue central.

## Clubs
| Club               | Pays               | De         | À          |
| ------------------ | ------------------ | ---------- | ---------- |
| Dukla Libereč      | République tchèque | 2003-2004  | 2006-2007  |
| VK Kladno          | République tchèque | 2007       | avril 2008 |
| Marmi Lanza Vérone | Italie             | avril 2008 | mai 2008   |
| Rennes Volley 35   | France             | 2008-2009  | 2008-2009  |

## Palmarès
Néant.